# 陳鼎 (順治)
陳鼎，字定九，生於順治七年（1650年），卒年不詳，清朝江蘇江陰人。嘗仿龔頤正《元祐黨籍》體例載錄明末東林黨人一百八十餘人事跡，撰《東林列傳》。此外著有《留溪外傳》、《滇黔記游》、《黃山志概》、《竹譜》、《荔枝譜》、《蛇譜》等。在清人張潮輯錄當代作家所寫的各類人物傳記的《虞初新志》中，收錄陳鼎多篇作品：〈毛女傳〉、〈王義士傳〉、〈雌雌兒傳〉、〈愛鐵道人傳〉、〈狗皮道士傳〉、〈烈狐傳〉、〈八大山人傳〉、〈嘯翁傳〉、〈活死人傳〉、〈義牛傳〉、〈彭望祖傳〉、〈薜衣道人傳〉、〈孝犬傳〉。